# Kliczków
Kliczków (niem. Klitschdorf) – wieś w Polsce położona w województwie dolnośląskim, w powiecie bolesławieckim, w gminie Osiecznica.

## Podział administracyjny
W latach 1975–1998 miejscowość położona była w województwie jeleniogórskim.

## Położenie
Miejscowość leży na pograniczu Górnych Łużyc i Dolnego Śląska, w dolinie Kwisy pośród Borów Dolnośląskich, 14 km na północny zachód od Bolesławca.

## Historia
Przez kilka wieków Kliczków był ośrodkiem rozległego latyfundium, które obejmowało ziemie i wsie pomiędzy Czerną Wielką i Bobrem. Pod koniec XIII w. Bolko I Surowy wzniósł zamek, który w pierwszych źródłach był nazywany castrum Cliczdorff. Na przełomie XVI i XVII wieku z inicjatywy Rechenbergów został przebudowany i otrzymał renesansowy wygląd.

## Zabytki
Do wojewódzkiego rejestru zabytków wpisane są obiekty:
- kościół filialny pw. Trzech Króli, z XVI wieku, z zabytkowymi rzeźbionymi drewnianymi ołtarzami:
  - ołtarz główny – tryptyk Pokłon Trzech Króli,
  - ołtarz boczny (najcenniejszy zabytek kościoła) – sosnowo-lipowe epitafium rodziny Rechenberg
- zespół zamkowy i folwarczny, z końca XIV w., przebudowywany do końca XIX w:
  - zamek kliczkowski, z drugiej połowy XVI w., przebudowywany w latach 1881–1883
  - założenie parkowe, powstałe po roku 1880, m. in. szczątkowo zachowany cmentarz koński z kamiennymi nagrobkami koni
  - dom myśliwych, obecnie budynek mieszkalno- gospodarczy nr 26, szachulcowy, z XVIII/XIX w.
  - dom podskarbiego, obecnie dom mieszkalny nr 7, z XVIII/XIX w.
  - pałacyk wdowy, obecnie dom mieszkalny nr 5, z 1920 r.
  - budynek mieszkalno-gospodarczy, obecnie nr 11, z 1901 r.
  - dom robotników folwarcznych, obecnie nr 12, z 1870 r., przebudowany w 1910 r.
  - nowy folwark, z pierwszej ćwierci XX w.:
    - dom pracowników folwarcznych
    - stajnia koni wyjazdowych z wozownią
    - stodoła z magazynem
    - budynek wagi.